# Сіґрід Шауман
Сіґрід Марія Шауман (нар. 24 грудня 1877, Чугуїв, Харківська губернія, Російська імперія [нині Україна] — пом. 22 лютого 1979, Гельсінкі, Фінляндія) — фінська художниця та мистецтвознавець.

## Біографія
Сіґрід Марія Шауман народилась 24 грудня 1877 року в Чугуєві, Харківської губернії Російської імперії (теперішня Україна), у доньки генерала Фредріка Вальдемара Шаумана та Елін Марії Шауман. Її мати була дочкою єпископа Порвоо, Фінляндія. Мати сімейства померла в 1884 році, і в 1885 році Шаумани повернулися до Фінляндії після проживання в Радомі, Польща. У 1899 році Сіґрід розпочала навчання у Школі малювання Фінської асоціації мистецтв у Гельсінкі, де серед її вчителів були Карл Ян і Гелена Шерфбек. У 1901 році вперше брала участь у груповій виставці в Атенеумі.
У 1904 році брат Сіґрід, Ейґен Шауман, убив генерал-губернатора Фінляндії Миколу Бобрикова. Після цього вона переїхала до Копенгагена, Данія, і продовжила навчання у Флоренції та Парижі, де вона була в Академії де ля Палетт у 1910 році перед подорожжю до Єгипту.
Сіґрід вийшла заміж за Едварда Вольфа, але він помер невдовзі після народження їхньої дочки Елізабет у 1913 році.
У 1920 році Шауман почала працювати в газеті Dagens Press (з 1922 Svenska Pressen, з 1945 Nya Pressen) як мистецтвознавець і працювала там майже 30 років, опублікувавши понад 1500 оглядів мистецтва, інтерв'ю та репортажів про подорожі. 
У 1939 році відвідала Рим і Париж.
Після Другої світової війни Шауман працювала викладачкою у Вільній школі мистецтв з 1945 по 1946 рік. Вона вийшла на пенсію в 1949 році, але продовжувала малювати на грант, наданий містом Гельсінкі, і пенсію художника від держави Фінляндія.
Протягом 1950-х років Шауман часто подорожувала Францією та Італією. У 1956 році вона була однією із засновників групи художників Prisma.
Наприкінці 1960-х років ослаблення зору завадило Шауман продовжувати малювати. Ще за рік до смерті Шауман брала участь у ретроспективній виставці на честь її 100-річчя в Музеї мистецтв Амоса Андерсона. Того ж року король Швеції нагородив її медаллю принца Євгенія за її мистецький внесок.
У 1964 році Сіґрід Шауман опублікувала біографічну книгу Min bror Eugen: En gestalt ur Finlands frihetskamp («Мій брат Ейґен Шауман: фігура боротьби Фінляндії за свободу»).

## Зовнішні посилання
- Роботи Сігрід Шауман в художньому музеї Фінляндії
- Сігрід Шауман. Художній музей Оулу.
- Schauman, Sigrid в Biografiskt lexikon för Finland (швед.) .